# II. Leótükhidasz spártai király
Leótükhidasz (görög betűkkel Λεωτυχίδας), (i. e. 545? – i. e. 469?) Spárta Eurüpóntida királya volt (Kr. e. 491 – Kr. e. 469), az Iszthmoszi Szövetség flottájának vezetője a mükaléi csata idején.
Leóthükidasz Kr. e. 491-ben lett király, amikor az Agiada társkirálynak nézeteltérése támadt Démaratosz Eurüpóntida társkirállyal, és az annak származásáról terjedő mendemondákat kihasználva lemondatta őt.
A Kr. e. 480-as szalamiszi csata és a Kr. e. 479-es plataiai csata után a görög–perzsa háborúk hadszíntere áttevődött a perzsa területekre. A mükaléi csata – ahol az Iszthmoszi Szövetség flottáját Leóthükidasz, az athéni kontingenst pedig Xanthipposz vezette - után a görög flotta északra hajózott, hogy lerombolja Xerxész hídját, de azt már lerombolva találta. Ezért Leóthükidasz és a Peloponnészoszi Szövetség tagjai hazatértek, mert nem akartak a perzsákkal anatóliai harcokba bonyolódni.
Kr. e. 478-ban a spártaiak mégis újra beszálltak a küzdelembe, felcserélve az addigi vezéri szerepeket. Leóthükidasz került a görög szárazföldi haderő, Pauszaniasz – a plataiai csata vezére - pedig a flotta élére. Leóthükidasz Thesszáliába indult, hogy megbüntesse a thesszáliaiakat és főleg uralkodóikat, az Aleuadákat, amiért azok Xerxészt támogatták. A hadjárat kezdeti sikerek után döcögni kezdett, valószínűleg áthúzódott a következő évre is, majd megfeneklett. Nem lehet tudni, vajon katonai nehézségek, vagy Leóthükidasz megvesztegetése okozta-e a problémát, kortársai mindenesetre ezzel vádolták – a színes hagyomány szerint rajtakapták, amint pénzeszsákján üldögél – és ezért otthon elítélték, száműzték, és a hagyományt követve spártai házát lerombolták.
A sikertelen hadjárat miatt megnövekedett a feszültség Spárta és Athén között is, s az utóbbi Kr. e. 477-ben megalakította a Déloszi Szövetséget.